# アントニン・バラーク
アントニン・バラーク（Antonín Barák, 1994年12月3日 - ）は、チェコ・プルジーブラム出身のサッカー選手。チェコ代表。スュペル・リグ・ カスムパシャSK所属。ポジションはミッドフィールダー。

## 経歴

### クラブ
1. FKプシーブラムの下部組織で育成され、2015年12月30日にSKスラヴィア・プラハと2019年6月までの契約を締結。2016-17シーズン途中の2017年1月31日、ウディネーゼ・カルチョへシーズン終了後に300万ユーロで移籍することが決定。同シーズンには25試合4試合を記録しチェコリーグ優勝に貢献した。
2017年夏、ウディネーゼ・カルチョに加入。中盤で同胞のヤクブ・ヤンクトとコンビを組みブレイクを果たし、2017年12月10日のベネヴェント・カルチョから12月23日のエラス・ヴェローナFCまで3試合連続ゴールを記録した。
2020年1月、USレッチェにレンタル移籍。
2020年9月17日、エラス・ヴェローナFCにレンタル移籍。一定の条件を満たすと買取義務が発生する。

### 代表
2016年11月11日に行われたデンマークとの親善試合でチェコ代表として初出場を果たし、同時に初ゴールを挙げた。
| # | 開催日         | 会場                                         | 対戦国           | スコア | 結果 | 大会                        |
| - | -------------- | -------------------------------------------- | ---------------- | ------ | ---- | --------------------------- |
| 1 | 2016年11月15日 | ロコトランス・アレーナ                       | デンマーク       | 1–0    | 1–1  | 親善試合                    |
| 2 | 2017年3月26日  | サンマリノ・スタジアム                       | サンマリノ       | 1–0    | 6–0  | 2018 FIFAワールドカップ予選 |
| 3 | 2017年3月26日  | サンマリノ・スタジアム                       | サンマリノ       | 3–0    | 6–0  | 2018 FIFAワールドカップ予選 |
| 4 | 2017年10月5日  | バクー・オリンピックスタジアム               | アゼルバイジャン | 2–1    | 2–1  | 2018 FIFAワールドカップ予選 |
| 5 | 2017年11月11日 | アブドゥッラー・ビン・ハリーファ・スタジアム | カタール         | 1–0    | 1–0  | 親善試合                    |
| 6 | 2021年3月24日  | アレーナ・ルブリン                           | エストニア       | 2–1    | 6–2  | 2022 FIFAワールドカップ予選 |

## 人物・プレースタイル
- 憧れの選手はアンドレス・イニエスタと語っており、好きなクラブとしてはFCバルセロナとアーセナルFCを挙げている[6]。

## タイトル

### クラブ
スラヴィア・プラハ
- HETリガ : 2016-17